# Antiserum
Antiserum är ett serum som innehåller antikroppar mot ett visst antigen. Varje antiserum består av en unik blandning av antikroppar med olika egenskaper. Antisera används i olika laboratorietester och kan även ge skydd mot till exempel ormgift och vissa infektioner.